# Josep d'Amigant i Carreras
Josep d'Amigant i Carreras, baró de Castellgalí (? - Barcelona 1645). A partir del 1643 d'Amigant fou assessor de la Generalitat de Catalunya. Durant la Guerra dels Segadors va destacar-se davant del virrei francès La Mothe i de Josep Fontanella per evitar l'exili de diversos catalans acusats de traïdors.
El 1645 d'Amigant va participar en una conjura contra els francesos motivada per les contínues derrotes de l'exèrcit francocatalà i per l'absència del virrei. Aquesta conjura era organitzada per les autoritats de l'exèrcit espanyol a Tarragona i també hi participaven altres personatges com la baronessa d'Albi Hipòlita d'Aragó, l'abat de Sant Pau del Camp i el diputat eclesiàstic Gispert Amat. Però Pèire de Marca i el nou virrei francès Henri Harcourt van descobrir-la: com a resultat Josep d'Amigant fou executat.